# طرخشقون سيبيري
طرخشقون سيبيري (الاسم العلمي:Taraxacum sibiricum) هو نوع من النباتات يتبع جنس الطرخشقون من الفصيلة النجمية. سمي هذا النوع نسبةً إلى سيبيريا في روسيا.